# جوزيف سينتس
جوزيف سينتس (من مواليد عام 1829 في ألايور، والمُتوفى في عام 1913 في الجزائر العاصمة) هو رسام جزائري - إسباني عاش في الجزائر اشتهر برسوماته الحضرية والمناظر الطبيعية بأسلوب استشراقي.

## السيرة الشخصية
هاجرت عائلته إلى الجزائر في أوائل ثلاثينيات القرن التاسع عشر خلال الفترة التي ذهب فيها العديد من سكان مينورقة إلى هناك للعمل في البساتين وزراعة الحدائق.
استفاد جوزيف في بداية حياته المهنية من نصائح العديد من الرسامين الفرنسيين هناك، بما في ذلك هوراس فيرنيه، الذي كان يرسم مشاهد من الغزو العسكري الأخير. رسم جوزيف في بداية الأمر صورًا للعملاء الأثرياء الذين كانوا يقضون إجازتهم في شمال إفريقيا، والعديد من الدول الاسكندنافية. كان من بين عملائه البارزين الأمير لويس من باتنبرغ، وألفريد الأول أمير ويندجراتز، والأميرة إيمي دوقة كليرمون تونيري.
عمل بعد ذلك كأستاذ في المدرسة العليا للفنون الجميلة بالجزائر. ثم عُرض عليه منصب المدير في عدة مناسبات لكنه رفض لأن القيام بذلك كان سيتطلب منه استبدال جنسيته الإسبانية بالجنسية الفرنسية.
تعتبر أكثر أعماله البارزة بيننا اليوم هي رسوماته لأحداث الحياة اليومية والمناظر الطبيعية في الجزائر العاصمة وما حولها. وأشهر أعماله هي مشاهد الشوارع من داخل القصبة.
يمكن رؤية العديد من لوحاته في المتحف الوطني للفنون الجميلة في الجزائر العاصمة. وفي عام 2003-2004، ذهبت بعض أعماله للعرض في في معرض للفن الفرنسي الجزائري في متحف اللوفر. كما أُقيم معرض استعادي كبير لأعماله في ألايور في عام 2006.

## روابط خارجية
- المزيد من أعمال Sintès @ ArtNet